# Nasavrky (Golčův Jeníkov)

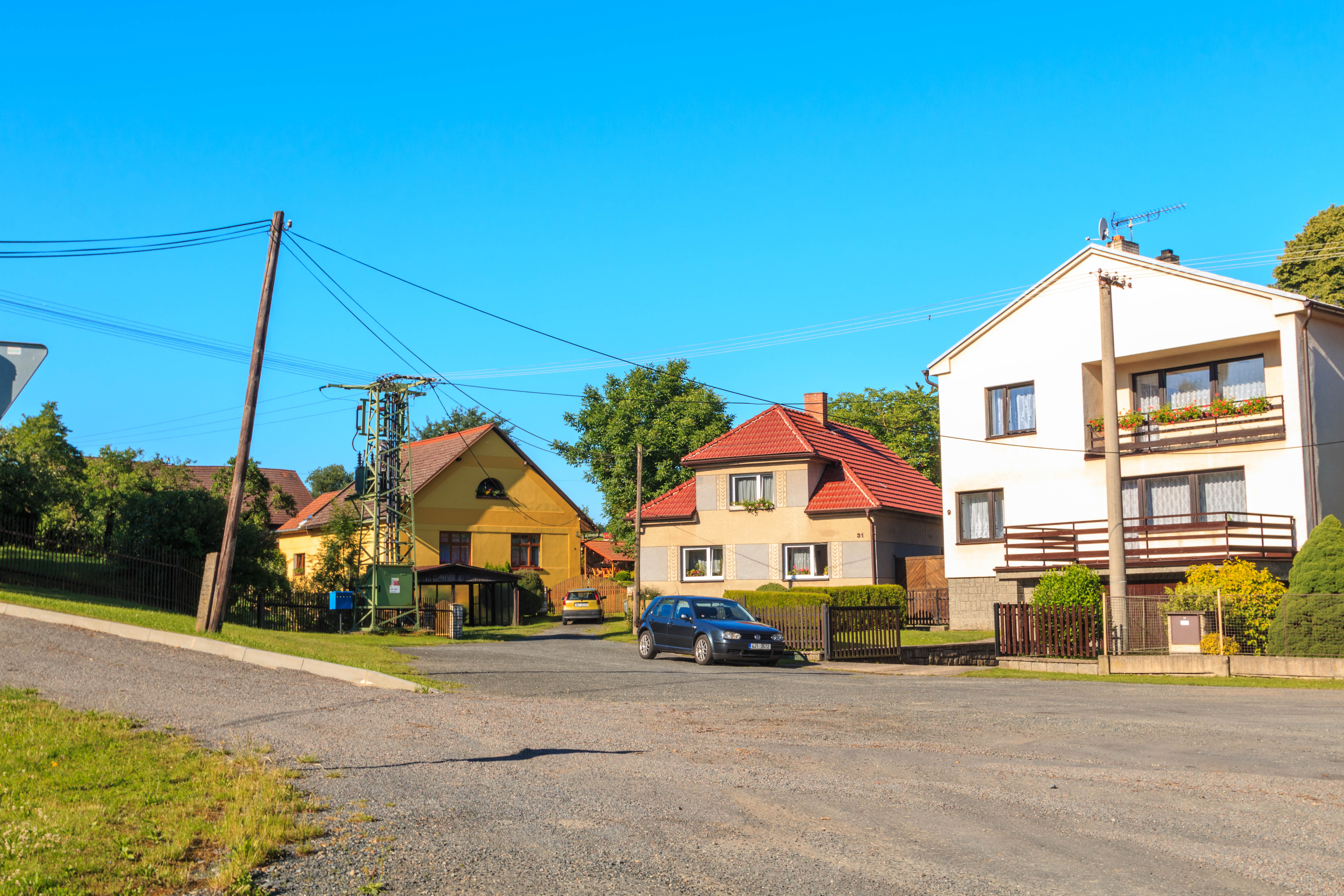
Dorfplatz

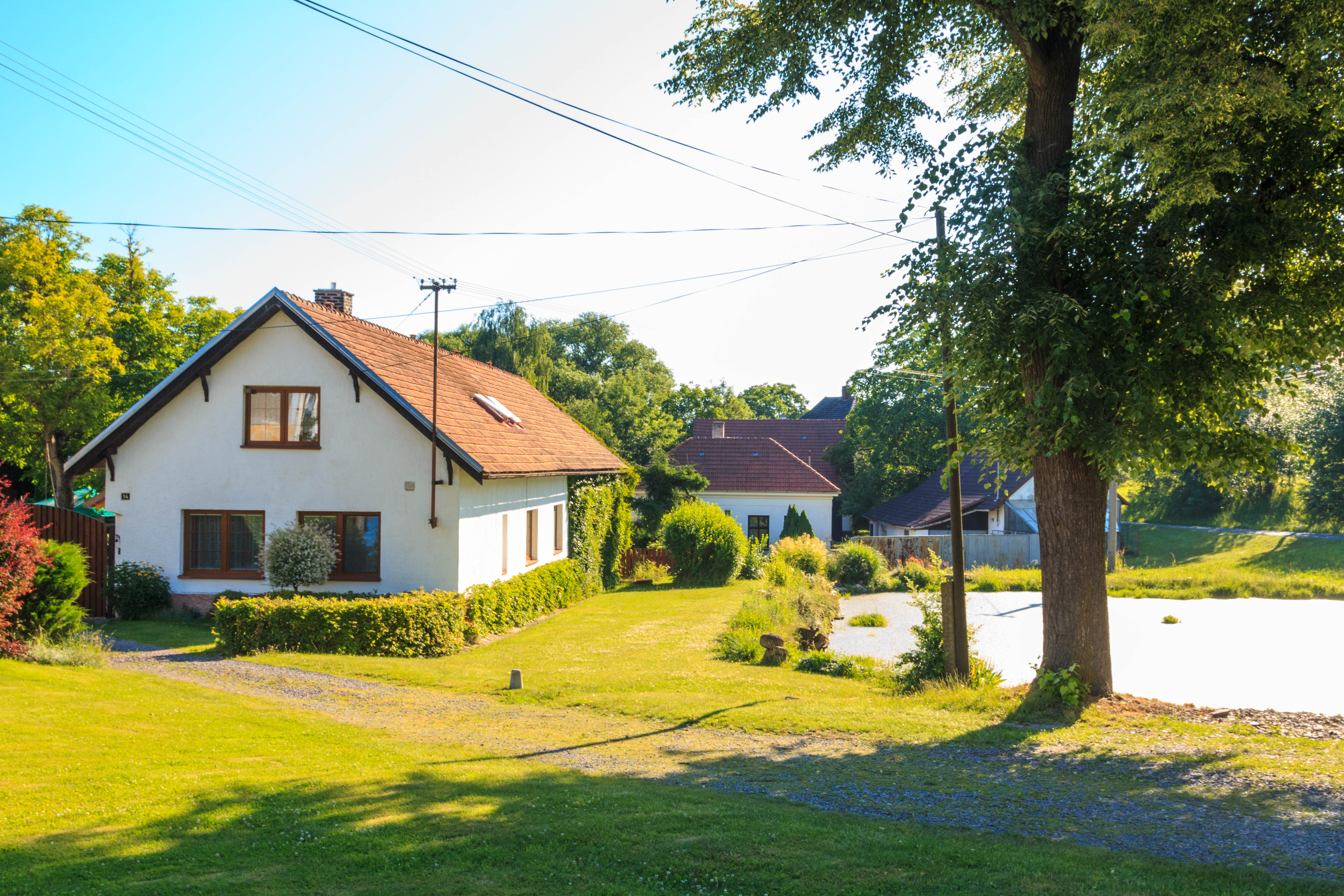
Häuser am Dorfteich

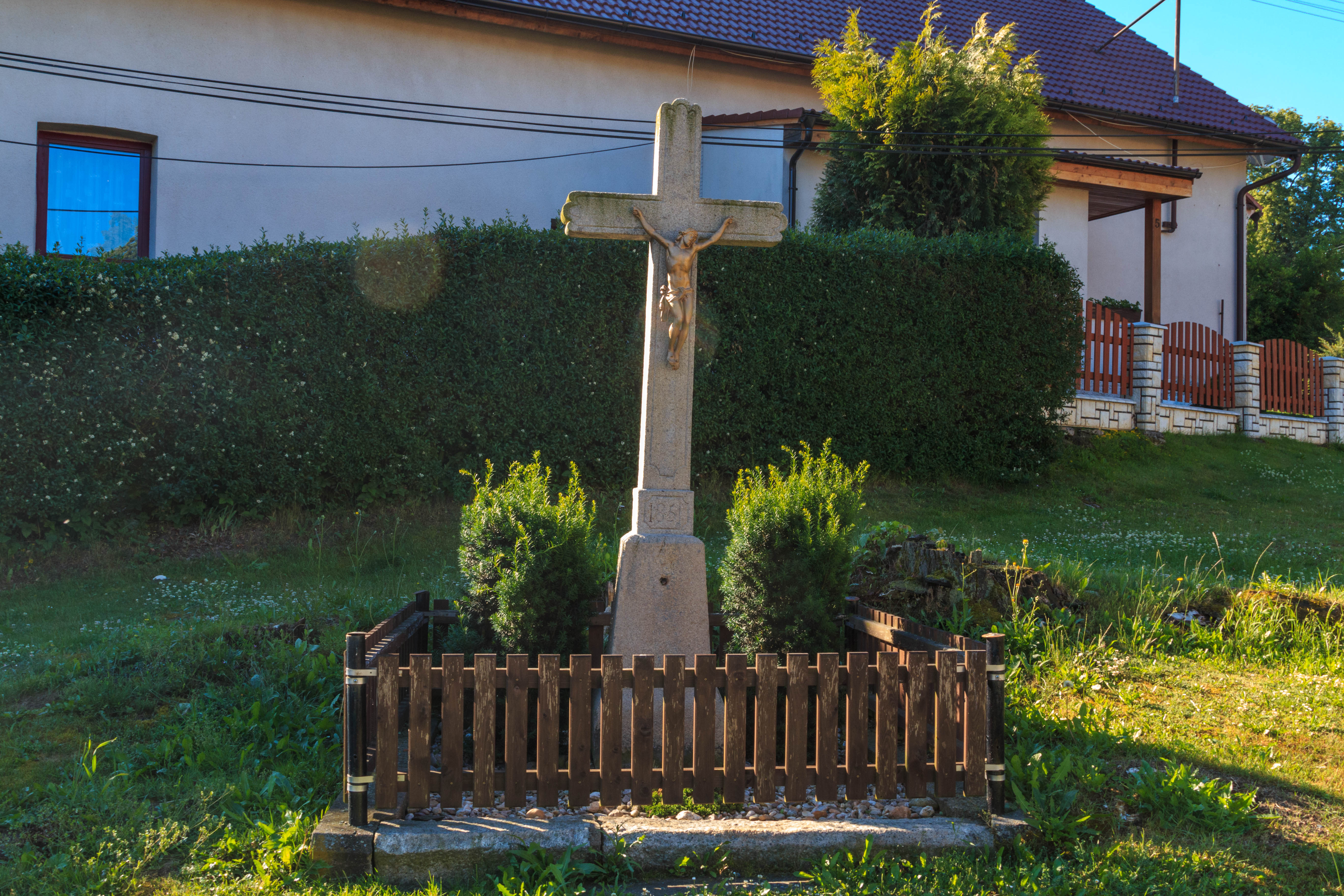
Kreuz

Nasavrky (deutsch Nasaberg, auch Nassaberg) ist ein Ortsteil der Stadt Golčův Jeníkov in Tschechien. Er liegt zwei Kilometer südöstlich von Golčův Jeníkov und gehört zum Okres Havlíčkův Brod.

## Geographie
Nasavrky befindet sich an einem Zufluss zum Bach Nasavrcký potok in der Hornosázavská pahorkatina (Hügelland an der oberen Sázava). Im Südosten erhebt sich die Baba (416 m n.m.). Westlich des Dorfes verläuft die Staatsstraße I/38 zwischen Golčův Jeníkov und Habry.
Nachbarorte sind Lucký Mlýn, Stupárovice und Sirákovice im Norden, Vrtěšice, Vilémov und Klášter im Nordosten, Černá Pila, Točice, Ždánice und Sychrov im Osten, Košťany, Hostovlice, Jakubovice und Zhoř im Südosten, Rybníček und Frýdnava im Süden, Chrtníč und Kobylí Hlava im Südwesten, Olšinky und Vohančice im Westen sowie Golčův Jeníkov im Nordwesten.

## Geschichte
Die erste schriftliche Erwähnung des Dorfes erfolgte 1542 unter den Gütern des Benediktinerstiftes Wilmzell. In der Zeit des Niedergangs des Klosters bemächtigten sich 1547 die Herren Trčka von Lípa des Klosterbesitzes. Nachdem das Kloster um 1575 aufgegeben worden war, verkaufte König Rudolf II. 1577 die Herrschaft Wilimow  erblich an Beneš Beneda von Nečtiny. In der zweiten Hälfte des 17. Jahrhunderts erwarben die Grafen Caretto von Milessimo die Herrschaft. In der 1681 unter Karl Leopold Caretto von Milessimo erstellten Revisitation der Herrschaft Wilimow geht hervor, dass Nasavrky zu dieser Zeit aus 10 Bauernwirtschaften und zwei Chalupnern bestand. Im 18. Jahrhundert ließen die Grafen Caretto von Milessimo die Herrschaft zum Fideikommiss erklären. 1787 standen in Naßabrk  bzw. Naßawrky 14 Häuser.
Im Jahre 1840 bestand das im Caslauer Kreis gelegene Dorf Nasaberg, auch Nasabrk bzw. Nasawrk aus 27 Häusern, in denen 223 Personen, darunter eine jüdische Familie lebten. Nach Nasaberg konskribiert war der aus acht Häusern bestehende Weiler Wolschinka (Olšinky) an der Wiener Straße mit einem Wirtshaus; zwei der Häuser gehörten zur Herrschaft Holtsch-Jenikau. Pfarr- und Amtsort war Kloster. Bis zur Mitte des 19. Jahrhunderts blieb Nasaberg der Familienfideikommissherrschaft Wilimow untertänig.
Nach der Aufhebung der Patrimonialherrschaften bildete Nasevrky ab 1849 mit den Ortsteilen Jakubovice, Volšiny, Vrtěšice und Zhoř eine Gemeinde im Gerichtsbezirk Habern. Ab 1868 gehörte die Gemeinde zum Bezirk Časlau. 1869 hatte Nasavrky 151 Einwohner und bestand aus 30 Häusern. Im Jahre 1900 lebten in Nasavrky 184 Menschen, 1910 waren es 178. Jakubovice und Zhoř lösten sich 1921 los und bildeten die Gemeinde Zhoř. 1930 hatte Nasavrky 164 Einwohner und bestand aus 30 Häusern. Seit der Gebietsreform von 1960 gehört das Dorf zum Okres Havlíčkův Brod. 1961 erfolgte die Eingemeindung nach Golčův Jeníkov. Beim Zensus von 2001 lebten in den 32 Häusern des Dorfes 84 Personen.

## Ortsgliederung
Der Ortsteil Nasavrky besteht aus den Grundsiedlungseinheiten Nasavrky (Nasaberg) und Olšinky II (Wolschinka).
Der Ortsteil bildet den Katastralbezirk Nasavrky u Golčova Jeníkova.

## Sehenswürdigkeiten
- Steinernes Kreuz auf dem Dorfplatz
- Kastanienallee nach Golčův Jeníkov
- Wüste Burg Červenice, nordöstlich des Dorfes auf einem Sporn über dem Tal der Váhanka